# The Jenny Jones Show
The Jenny Jones Show è stato un talk show statunitense condotto dall'attrice, comica e cantante Jenny Jones. Il programma era prodotto da Quincy Jones-David Salzman Entertainment e Telepictures Productions ed era distribuito dalla Warner Bros. Domestic Television Distribution.; si concluse dopo dodici stagioni il 21 maggio 2003. Veniva registrato a Chicago negli studi WMAQ-TV e trasmesso in differita. In Italia è inedito.

## Critiche
Durante il periodo nel quale andò in onda, i critici televisivi paragonarono lo show al The Jerry Springer Show, anch'esso prodotto negli studi televisivi WMAQ-TV, nonostante la Jones dichiarasse che il suo talk show non era così oltraggioso come quello di Springer. Inoltre la critica pensava che alcune delle idee per il programma venissero copiate dal talk show simile di Ricki Lake, che debuttando nel 1993 aveva ben presto oscurato gli ascolti del programma. In maniera similare, quando Rosie O'Donnell cominciò le trasmissioni del suo The Rosie O'Donnell Show, si disse che lei e Jenny Jones si odiassero a vicenda nonostante il fatto che entrambi i loro programmi erano prodotti da Telepictures e che tutte e due le conduttrici erano state amiche di Lake.

## Omicidio di Scott Amedure
Il 6 marzo 1995, si registrò una puntata dello show intitolata Same Sex Secret Crushes nella quale Scott Amedure, un omosessuale di 32 anni, confessò a un suo conoscente, Jonathan Schmitz, di avere una "cotta" per lui. Seppur imbarazzato, Schmitz sembrò prendere sul ridere la rivelazione fatta davanti al pubblico in studio della trasmissione. Tuttavia, tre giorni dopo la registrazione del programma, Schmitz uccise Amedure a colpi di fucile. Quando la notizia dell'omicidio arrivò all'attenzione dei mass media, la produzione del Jenny Jones Show decise di non mandare in onda la puntata. In seguito spezzoni della stessa sono stati trasmessi nel documentario Talked to Death della HBO, e nel primo episodio della serie Processi mediatici di Netflix. La storia pregressa di Schmitz comprendente problemi psicologici e abuso di alcol e droghe venne fuori nel corso del processo dove Schmitz fu ritenuto colpevole di omicidio di secondo grado e condannato a un periodo di detenzione compreso tra i 25 e i 50 anni. Jenny Jones e la produzione dello show furono in seguito citati in giudizio dalla famiglia di Amedure con l'accusa di negligenza per non aver verificato la sanità mentale di Schmitz. La Jones testimoniò sotto giuramento al processo dichiarando che gli autori avevano avvertito Schmitz che il suo ammiratore segreto sarebbe potuto essere anche un uomo, ma Schmitz pensava invece fosse una donna. I famigliari di Amedure vinsero la causa ed ottennero una risarcimento di 25 milioni di dollari circa, cifra che non fu però mai pagata in quanto la sentenza fu ribaltata in appello dalla Corte del Michigan che stabilì la non responsabilità della produzione del programma circa quello che capitava agli ospiti una volta conclusa la loro partecipazione allo show. Schmitz è uscito dal carcere il 21 agosto 2017.

### Conseguenze
L'incidente (oltre ad altre motivazioni) portò Dino Corbin, l'allora general manager della CBS affiliata alla KHSL-TV, a cancellare il Jenny Jones Show dalla programmazione. Corbin dichiarò che la proposta di quello che lui percepiva come materiale costantemente "discutibile" (una puntata dello show coinvolse la presenza di una transessuale in cerca di un partner, che la KHSL si rifiutò di mandare in onda) fu in realtà il vero motivo della decisione di cancellare il programma, e non l'omicidio di Amedure.